# 竹崎 (大字)
竹崎，原稱竹頭崎，是臺灣嘉義縣竹崎鄉的一個傳統地域名稱，也是全鄉行政中心所在地，位於該鄉中部偏西。相較於今日行政區，其範圍大致包括竹崎村不含北端及西北端（牛稠溪右岸）、和平村東半葉。

## 歷史
台灣日治初期，竹崎地區為一街庄（舊制街庄），稱為「竹頭崎庄」，隸屬於大目根堡。該庄西及北隔牛稠溪與羗仔科庄、覆鐤金庄為界，東邊及南邊為瓦厝埔庄，西南邊為鹿蔴產庄。
1901年（日治明治三十四年）11月11日，全台設置二十廳，該庄隸屬於嘉義廳。1904年（明治三十七年）2月15日，該庄編入「竹頭崎區」，隸屬於嘉義廳。1909年（明治四十二年）10月25日，全台整併二十廳為十二廳，該庄仍隸屬於嘉義廳。1910年（明治四十三年）1月18日，該庄改編入「鹿蔴產區」，仍隸屬於嘉義廳。
1920年（大正九年）10月1日，全台廢十二廳改設五州二廳，該庄改制並簡化為「竹崎」大字，隸屬於臺南州嘉義郡竹崎庄（新制街庄）。
戰後竹崎庄改制為竹崎鄉，隸屬於臺南縣，大字亦改制為村。1950年（民國39年）10月，雲、嘉、南分治，竹崎鄉改隸屬於嘉義縣。

## 聚落
本地區發展較早的聚落有竹頭崎（竹崎）、三塊厝、酒店、田寮仔、下油車、頂蘓（頂蘇）、過溪、坑仔平等，在日治期初期的官方地圖上已有記載。目前竹崎、三塊厝、酒店等聚落已連成一片。

## 交通
阿里山林業鐵路又稱「阿里山森林鐵路」，主線由嘉義通往阿里山，在本地區設有竹崎車站。該鐵路主線因凱米颱風強風豪雨路線多處受創，阿里山林鐵本線停駛至2024年8月底，本站位於該區間內，各級列車均有停靠。
省道台3線俗稱「內山公路」，是臺北至屏東的幹道，經過本地區竹崎、田寮、過溪、頂蘇等聚落。由該道路北行可前往梅山鄉、雲林縣古坑鄉、斗六市、林內鄉等地；南行可前往番路鄉西北部、中埔鄉、番路鄉南部、大埔鄉、臺南市楠西區等地。
縣道166號是東石至瑞里的道路，經過本地區田寮、過溪、頂蘇等聚落，並與省道台3線共線一段路。由該道路西行可前往民雄鄉、新港鄉、六腳鄉、東石鄉，並止於縣道168號轉角路口；東行可前往梅山鄉的瑞里，並止於縣道162甲線路口。
鄉道嘉118線是頂蘇至土豆寮的道路。
鄉道嘉120線是竹崎至塘湖的道路。

## 學校
- 竹崎高中（完全中學）
- 竹崎國小

## 文化資產
- 竹崎車站（縣定古蹟）